# 南木神社
南木神社（なぎじんじゃ）は、大阪府南河内郡千早赤阪村水分にある神社。建水分神社の摂社であり、楠木正成を祀る最古の神社である。

## 歴史
後醍醐天皇の臣・楠木正成が延元元年/建武3年（1336年）5月25日に湊川の戦いで足利尊氏に敗れ、自害した。その翌年の延元2年/建武4年（1337年）に、楠木氏の氏神である建水分神社の境内に正成を祭神とする神社を建てることとなり、後村上天皇から「楠木」の名字をもじった南木（なぎ）明神という神号を賜わり、南木神社が建水分神社の本殿の背後に建立された。
江戸時代にはこの近辺は伊勢国神戸藩石川氏の領地となっていた。そのため、元禄10年（1697年）に本殿が傾いた際は藩主・石川総茂の命により現在地に移転している。
1934年（昭和9年）の室戸台風により近くの老松が折れてしまい本殿は倒壊した。しかし、御神体である大楠公（楠木正成）尊像は石川総茂が奉納した厨子に護られて無傷であった。
社殿は摂社としては破格の官幣社建築に準じて設計されており、皇紀2600年とされた1940年（昭和15年）に再建され、同年4月12日に正遷座祭が行われた。
戦前、楠木正成は天皇のために尽くした忠臣として大いに称えられたため、大勢の参詣者が建水分神社と南木神社に参詣している。

## 境内
- 本殿（国登録有形文化財） - 1940年（昭和15年）再建。2004年（平成16年）と2017年（平成29年）に改修。一間社春日造。
- 幣殿（国登録有形文化財）
- 拝殿（国登録有形文化財） - 1940年（昭和15年）建立。2004年（平成16年）に改修。本殿の前に建ち、向拝の中央間を一段高くして向唐破風屋根を付け、背面には唐破風屋根の幣殿が接続する特異な形式。
- 築地塀（国登録有形文化財） - 1938年（昭和13年）築。
- 由緒標 - 陸軍大将荒木貞夫男爵による筆。

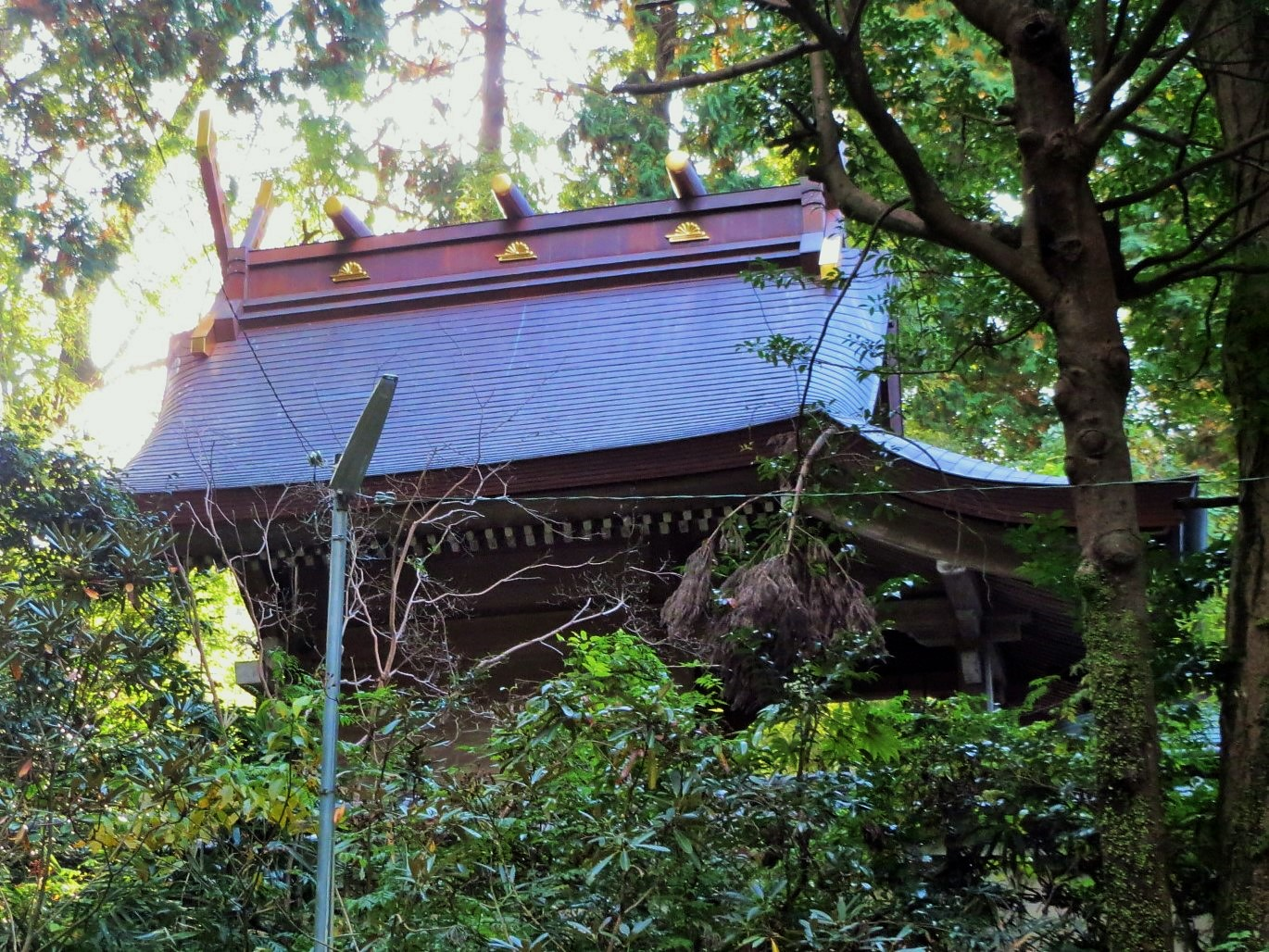
本殿
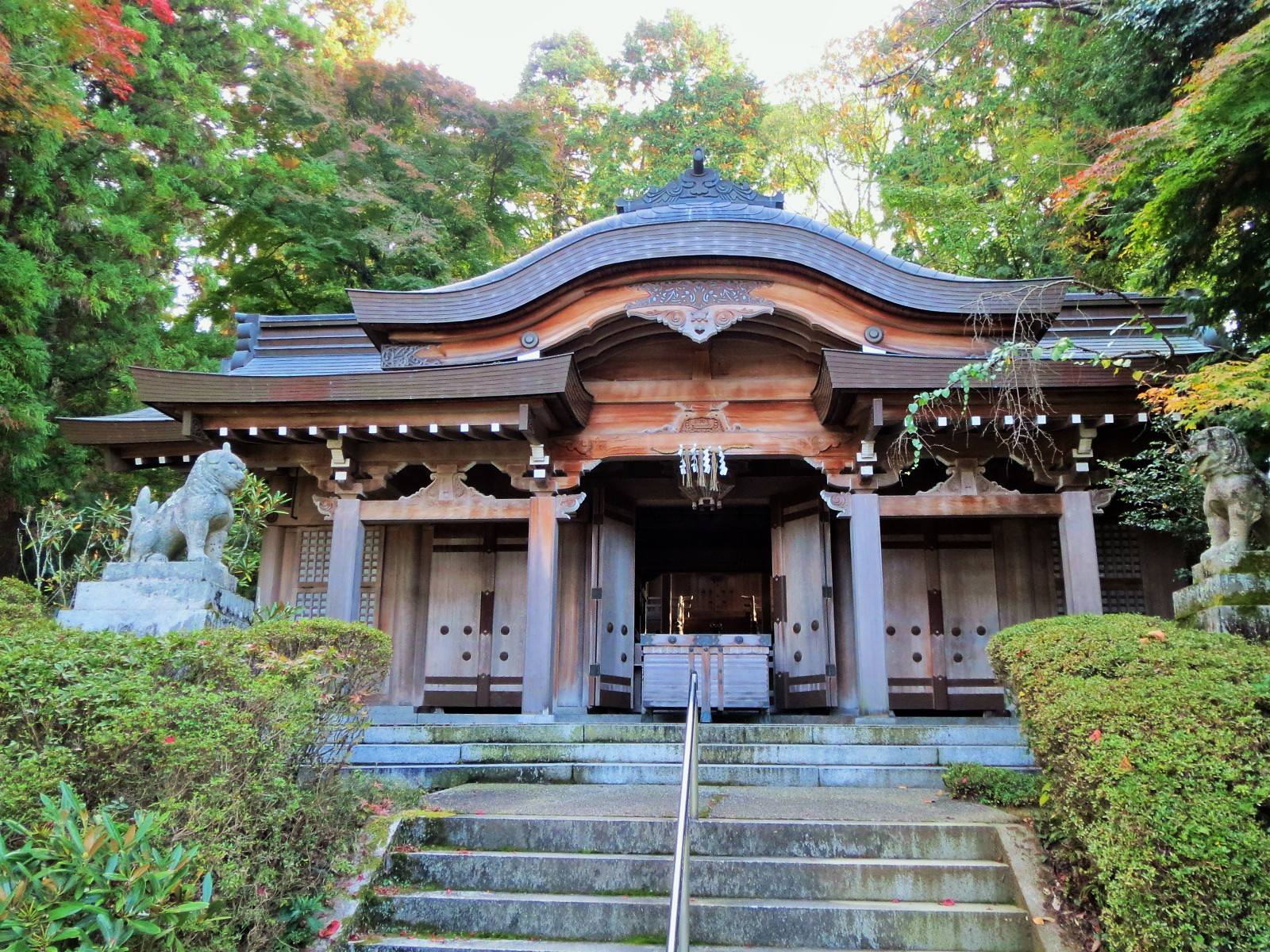
拝殿及び幣殿
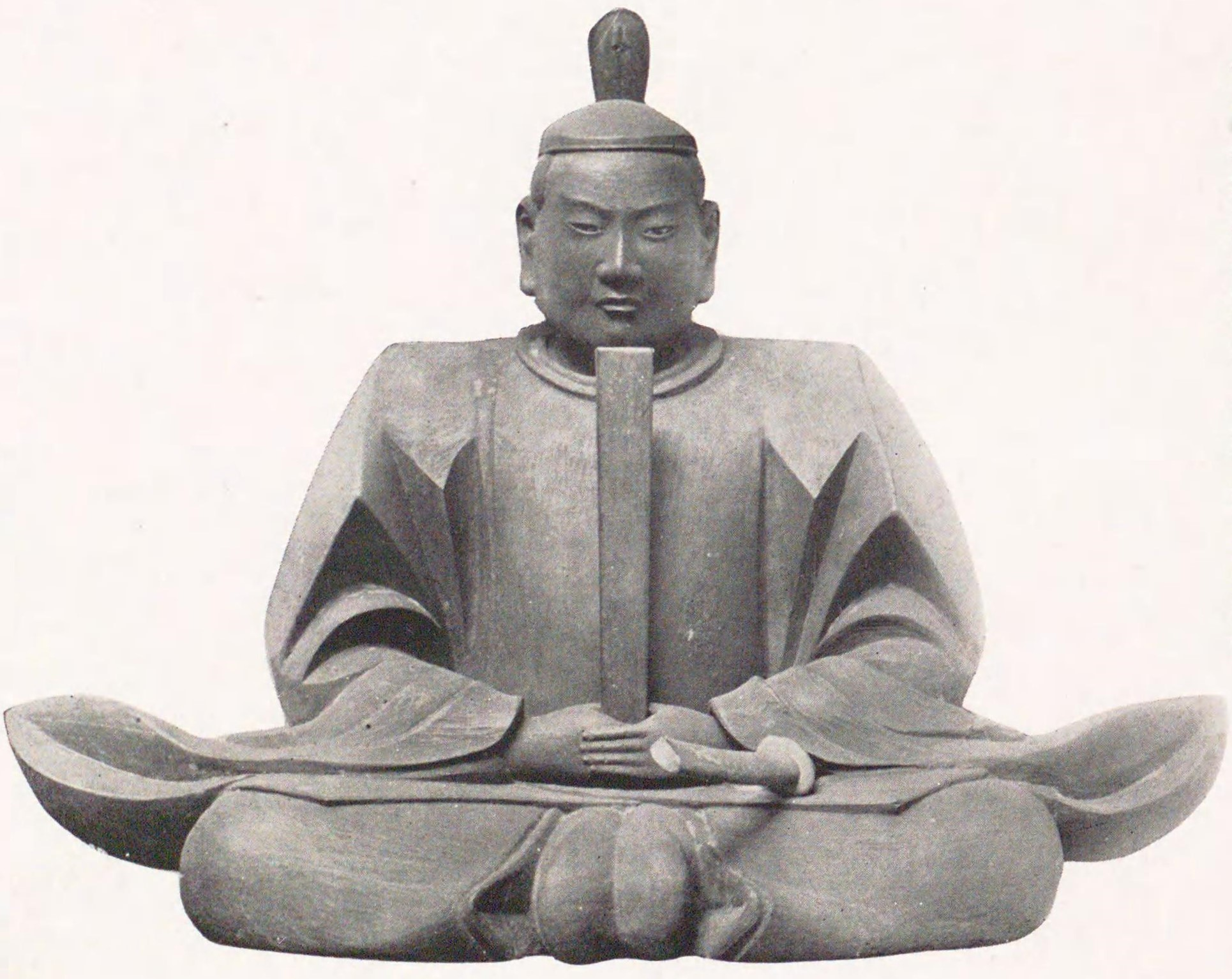
楠木正成木像

## 文化財

### 国登録有形文化財
2020年（令和2年）7月17日、以下が文化庁から登録有形文化財に答申された。
- 本殿
- 拝殿及び幣殿
- 築地塀